# Precàrrega

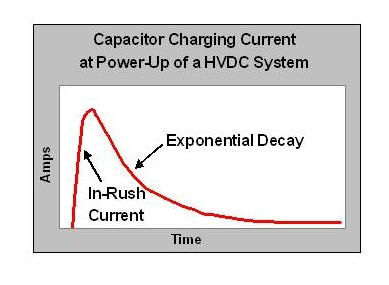
El pic de corrent d'entrada en un condensador d'alta tensió després de l'encesa pot estresar el component, reduint la seva fiabilitat.

La precàrrega de les tensions de la línia elèctrica en una aplicació de CC d'alta tensió és un mode preliminar que limita el corrent d'entrada durant el procediment d'engegada.
Un sistema d'alta tensió amb una gran càrrega capacitiva es pot exposar a un corrent elèctric elevat durant l'encesa inicial. Aquest corrent, si no està limitat, pot provocar una tensió considerable o danys als components del sistema. En algunes aplicacions, l'ocasió d'activar el sistema és poc freqüent, com ara en la distribució d'energia de serveis públics comercials. En altres sistemes, com ara aplicacions de vehicles, la càrrega prèvia es produirà amb cada ús del sistema, diverses vegades al dia. La precàrrega s'implementa per augmentar la vida útil dels components electrònics i augmentar la fiabilitat del sistema d'alta tensió.

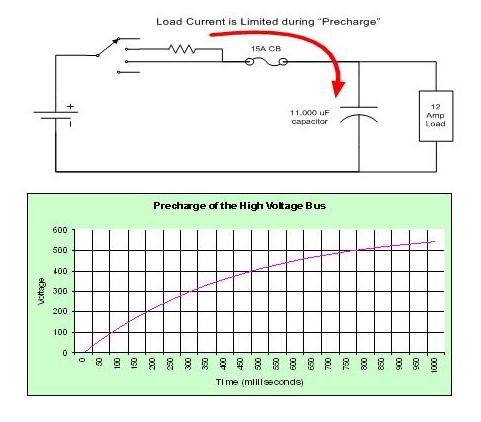
La precàrrega d'una línia de distribució d'energia de CC d'alta tensió pot controlar el corrent d'entrada en components capacitius, reduint l'estrès i donant suport a una llarga vida útil dels components.

El corrent màxim d'entrada als condensadors de línia elèctrica augmenta amb l'engegada dV/dT:
| Condensador de línia elèctrica de 11.000μF | Corrent d'entrada màxima a l'encesa | Corrent d'entrada màxima a l'encesa | Corrent d'entrada màxima a l'encesa | Corrent d'entrada màxima a l'encesa |
| ------------------------------------------ | ----------------------------------- | ----------------------------------- | ----------------------------------- | ----------------------------------- |
| Condensador de línia elèctrica de 11.000μF | 1 ms                                | 10 ms                               | 100 ms                              | 1 s                                 |
| v = 28 V                                   | 310 A                               | 31 A                                | 3.1 A                               | 0,31 A                              |
| v = 610 V                                  | 6710 A                              | 671A                                | 67A                                 | 7A                                  |

## Antecedents: corrents d'entrada als condensadors
Els corrents d'entrada als components capacitius són una preocupació clau en l'estrès d'encesa dels components. Quan s'aplica una potència d'entrada de CC a una càrrega capacitiva, la resposta escalonada de la tensió d'entrada farà que el condensador d'entrada es carregui. La càrrega del condensador comença amb un corrent d'entrada i acaba amb una decadència exponencial fins a la condició d'estat estacionari. Quan la magnitud del pic d'entrada és molt gran en comparació amb la valoració màxima dels components, s'ha d'esperar la tensió dels components. Se sap que el corrent en un condensador és {\displaystyle I=C(dV/dT)}: el pic de corrent d'entrada dependrà de la capacitat C i de la velocitat de canvi de la tensió (dV/dT). El corrent d'entrada augmentarà a mesura que augmenta el valor de la capacitat i el corrent d'entrada augmentarà a mesura que augmenta la tensió de la font d'alimentació. Aquest segon paràmetre és de principal preocupació en els sistemes de distribució d'energia d'alta tensió. Per la seva naturalesa, les fonts d'energia d'alta tensió lliuraran alta tensió al sistema de distribució. Aleshores, les càrregues capacitives estaran subjectes a corrents d'entrada elevats a l'encesa. S'ha d'entendre i minimitzar l'estrès als components.
L'objectiu d'una funció de precàrrega és limitar la magnitud del corrent d'entrada en càrregues capacitives durant l'engegada. Això pot trigar uns quants segons segons el sistema. En general, els sistemes de tensió més alta es beneficien de temps de precàrrega més llargs durant l'engegada.
Considereu un exemple en què una font d'alta tensió alimenta una unitat de control electrònica típica que té una font d'alimentació interna amb una capacitat d'entrada de 11000 μF. Quan s'alimenta des d'una font de 28 V, el corrent d'entrada a la unitat electrònica s'acostaria als 31 amperes en 10 mil·lisegons. Si aquest mateix circuit s'activa amb una font de 610 V, el corrent d'entrada s'acostaria als 670 A en 10 mil·lisegons. És aconsellable no permetre corrents d'entrada il·limitades de l'activació del sistema de distribució d'energia d'alta tensió en càrregues capacitives: en canvi, s'ha de controlar el corrent d'entrada per evitar l'estrès d'encesa dels components.El sistema de limitació de corrent d'entrada més senzill, utilitzat en molts dispositius electrònics de consum, és una resistència NTC. Quan està fred, la seva alta resistència permet que un petit corrent precarregui el condensador d'entrada. Després d'escalfar, la seva baixa resistència passa el corrent de treball de manera més eficient.